# 安托万·梅耶

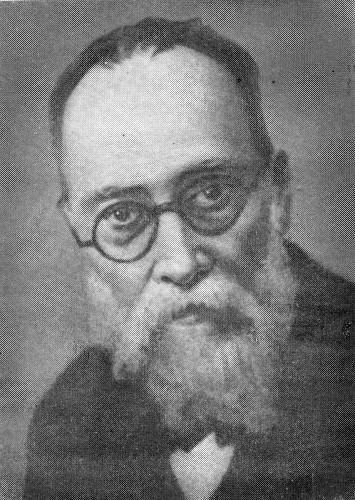
安托万·梅耶

安东尼·梅耶（法語：Meillet Antoine，1866年11月11日—1936年9月21日），簡稱梅耶，法国历史语言学家。梅耶师从索绪尔，1891年任巴黎高级研究学院教授。1906年任法兰西学院印欧语比较语法教授。他的研究领域遍及希腊语、拉丁语、日耳曼语、凯尔特语、波罗地语、吐火罗语等诸多领域，编写过斯拉夫语教材。1924年与科恩同编《世界语言》一书，一生出版专著24种、论文540篇，其中《印欧系语言比较研究导论》、《历史语言学中的比较方法》对历史比较语言学产生了重大影响。梅耶构拟出原始印欧语的语音语法系统，但认为它不可能完全重建。